# Estádio Olímpico Regional Arnaldo Busatto
Het Estádio Olímpico Regional Arnaldo Busatto is een multifunctioneel stadion in Cascavel, een stad in Brazilië. De bijnamen van het stadion zijn 'Olímpico' en 'Ninho das Cobras'.
Het stadion wordt vooral gebruikt voor voetbalwedstrijden, de voetbalclubs Cascavel Clube Recreativo en FC Cascavel maken gebruik van dit stadion. In het stadion is plaats voor 42.350 toeschouwers. Het stadion werd geopend in 1982.